# Espace libre
Pour les articles homonymes, voir espace.
L'espace libre désigne un modèle de milieu spatial de propagation linéaire, homogène, non magnétique et isotrope pour une onde électromagnétique et sans obstacle (sans multitrajet): air, espace inter-sidéral, vide, etc. ; ceci par opposition à un moyen de transport matériel, tels la fibre optique ou les lignes de transmission filaires ou coaxiales, ou à un milieu de propagation avec multitrajets.
Ce type de représentation simplifiée d'un milieu de propagation permet de résoudre un cas particulier des équations de Maxwell, de caractériser une antenne radioélectrique en chambre anéchoïque.